# Bulldozer (microarchitecture)
Pour les articles homonymes, voir Bulldozer (homonymie).
 (mars 2017).
K10 (Family 10h) Piledriver - Family 15h (2nd-gen)

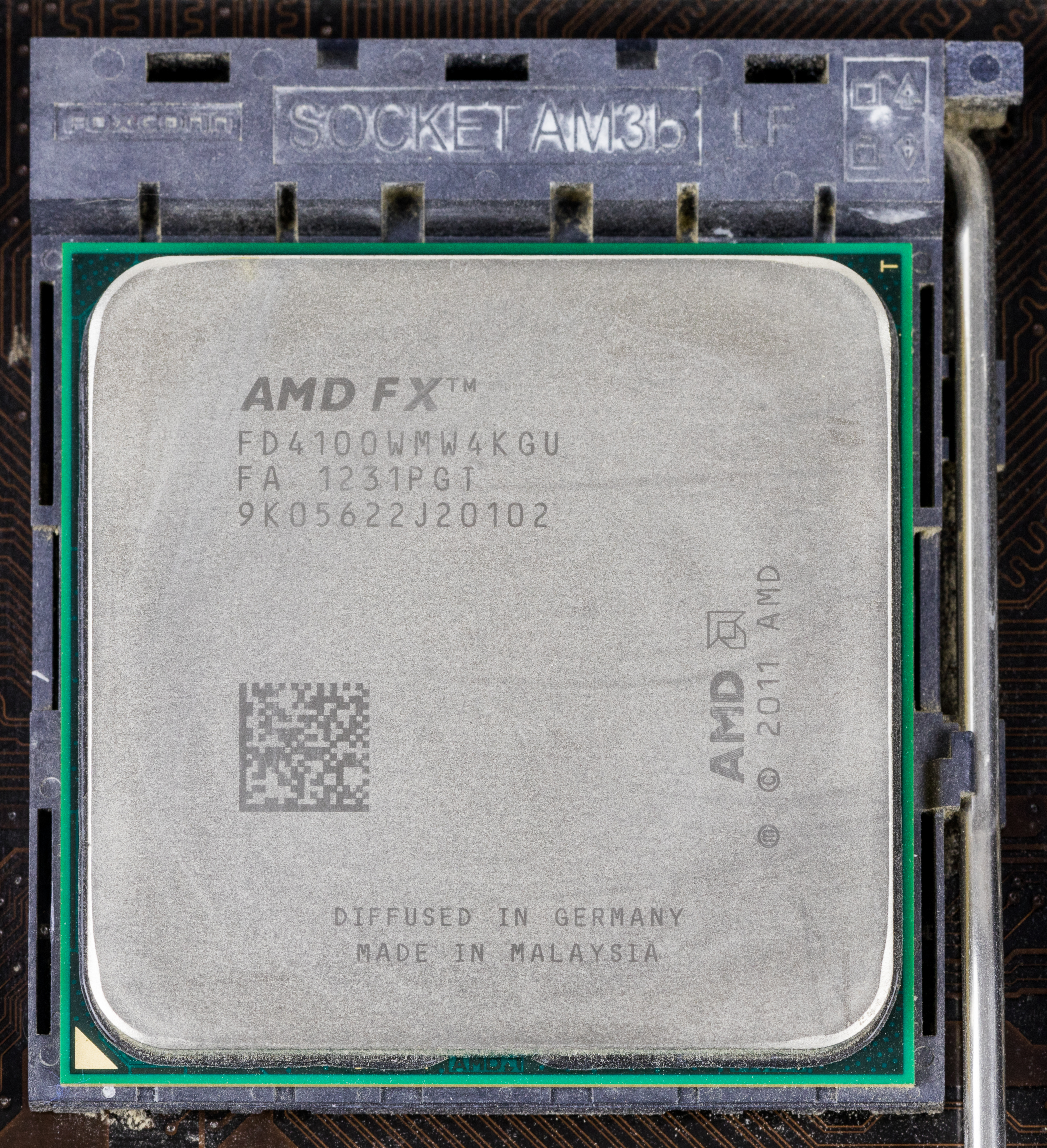
Processeur AMD FX-4100 utilisant l'architecture Bulldozer

La microarchitecture Bulldozer d'AMD, commercialisée à partir de 2011, fait suite à la microarchitecture K10 introduite fin 2007. Les processeurs l'utilisant seront d'abord gravés en 32 nm.

## Évolution par rapport au K10
Nouvelle organisation des cœurs : AMD fusionne deux cœurs en un « module », une architecture entre double cœur et SMT (simultaneous multithreading). Une partie des composants sont mutualisés (les unités de calcul sur entiers passent de 3 par cœur K10 à 4 par module Bulldozer, l'unité de calcul en virgule flottante est utilisable par tous les threads d'un module, le cache mémoire de niveau 2 et d'autres composants sont communs). Un module Bulldozer 2011 a environ 90 % de la puissance de calcul de deux cœurs K10, tandis que l'Hyper-Threading d'Intel apporte environ 20 % de performance supplémentaire. AMD vend un processeur à n modules comme un processeur à 2n cœurs.

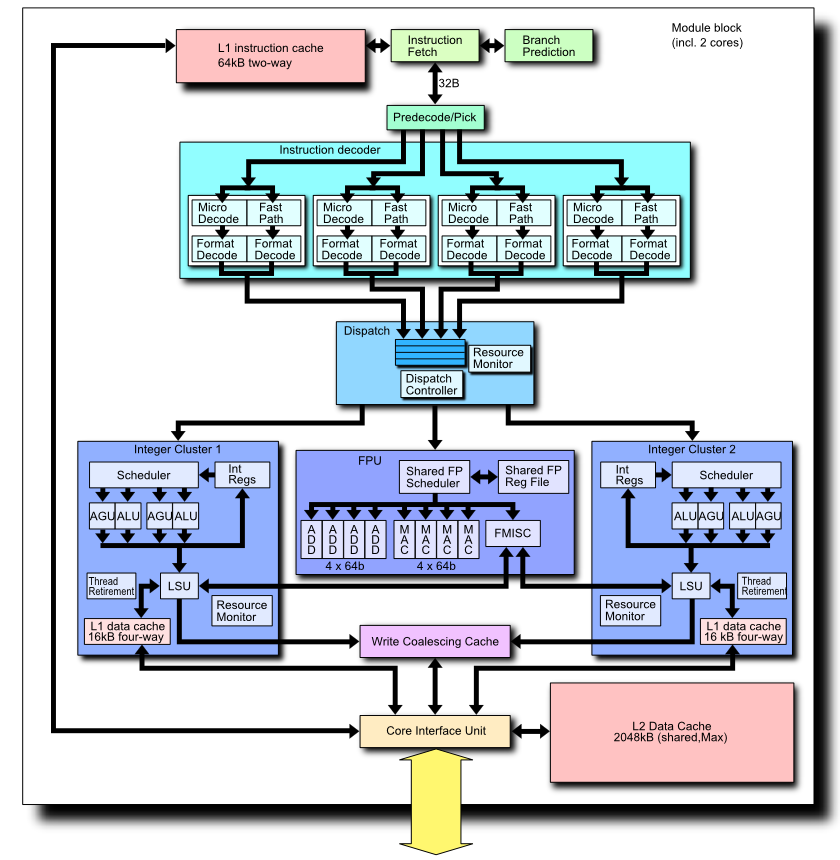
Schéma fonctionnel d'un module Bulldozer complet, équipé de 2 blocs de calcul sur entiers (Integer Cluster)

Nouvelles instructions : AES, AVX, FMA4.

## Bulldozer (2011)
Sortie au deuxième semestre 2011, gravure 32 nm.

### Zambezi
Pour ordinateur de bureau, socket AM3+, de 4 à 8 cœurs. Premier processeur pour ordinateur de bureau avec 8 cœurs.
- Environ 1,6 milliard de transistors
- Die de 319 mm²
- Gravure en 32 nm
- Support de la DDR3-1866/2133
- Ajout des instructions AES, AVX, FMA4

| Modèles                 | FX-4100         | FX-4120 | FX-4130      | FX-4150 | FX-4170         | FX-6100         | FX-6120 | FX-6130 | FX-6200         | FX-8100         | FX-8120         | FX-8140 | FX-8150         | FX-8170 |
| ----------------------- | --------------- | ------- | ------------ | ------- | --------------- | --------------- | ------- | ------- | --------------- | --------------- | --------------- | ------- | --------------- | ------- |
| Nombre de cœurs         | 4               | 4       | 4            | 4       | 4               | 6               | 6       | 6       | 6               | 8               | 8               | 8       | 8               | 8       |
| Nombre de modules       | 2               | 2       | 2            | 2       | 2               | 3               | 3       | 3       | 3               | 4               | 4               | 4       | 4               | 4       |
| Fréquence de base (GHz) | 3.6             | 3.9     | 3.8          | 3.8     | 4.2             | 3.3             | 3.6     | 3.6     | 3.8             | 2.8             | 3.1             | 3.2     | 3.6             | 3.9     |
| Turbo Boost (GHz)       | 3.8             | 4.1     | 4.0          | 4.0     | 4.3             | 4.2             | 3.9     | 4.2     | 4.1             | 3.7             | 4.0             | 4.1     | 4.2             | 4.5     |
| Cache L1 (Ko)           | 320             | 320     | 320          | 320     | 320             | 480             | 480     | 480     | 480             | 640             | 640             | 640     | 640             | 640     |
| Cache L2 (Ko)           | 4096            | 4096    | 4096         | 4096    | 4096            | 6144            | 6144    | 6144    | 6144            | 6144            | 8192            | 8192    | 8192            | 8192    |
| Cache L3 (Ko)           | 8192            | 8192    | 4096         | 8192    | 8192            | 8192            | 8192    | 8192    | 8192            | 8192            | 8192            | 8192    | 8192            | 8192    |
| Fréquence HT (GHz)      | 2               | 2       | 2            | 2.2     | 2.2             | 2               | 2       | 2       | 2.2             | 2               | 2               | 2.2     | 2.2             | 2.2     |
| TDP (W)                 | 95              | 95      | 125          | 95      | 125             | 95              | 95      | 95      | 125             | 95              | 125             | 95      | 125             | 125     |
| Date de sortie          | 12 octobre 2011 | 2012    | 27 août 2012 | 2012    | 25 février 2012 | 12 octobre 2011 | 2012    | 2012    | 25 février 2012 | 30 octobre 2011 | 12 octobre 2011 | 2012    | 12 octobre 2011 | 2012    |
| Prix actuel[Quand ?]    | Retiré          | Retiré  | Retiré       | Retiré  | Retiré          | Retiré          | Retiré  | Retiré  | Retiré          | Retiré          | Retiré          | Retiré  | Retiré          | Retiré  |

### Zurich
Sortie en mars 2012, pour station de travail et serveur, socket AM3+, de 4 à 8 cœurs.

### Valencia
Pour station de travail et serveur, socket C32, de 4 à 8 cœurs.

### Interlagos
Pour station de travail et serveur, socket G34, utilise deux dies Valencia, de 8 à 16 cœurs.

## Piledriver(2012)
Sorti en 2012, gravure 32 nm. Nouvelles instructions FMA3.

### Trinity
Pour ordinateur portable et ordinateur de bureau, intègre le northbridge et un processeur graphique (architecture Fusion), socket FS1 et socket FM2, de 2 à 4 cœurs.

### Richland
Succède à Trinity. Sorti pour 2013.

### Vishera
Pour ordinateur de bureau, marque AMD FX, socket AM3+, de 4 à 8 cœurs.
- AMD FX-4320 : 4 cœurs, fréquence de 4 GHz , 2 × 2 Mo de cache L2, 4 Mo de cache L3, TDP de 95 W[5]
- AMD FX-6300 : 6 cœurs, fréquence de 3,5 GHz , 3 × 2 Mo de cache L2, 8 Mo de cache L3, TDP de 95 W
- AMD FX-6350 : 6 cœurs, fréquence de 3,9 GHz , 3 × 2 Mo de cache L2, 8 Mo de cache L3, TDP de 125 W[6]
- AMD FX-8300 : 8 cœurs, fréquence de 3,3 GHz , 4 × 2 Mo de cache L2, 8 Mo de cache L3, TDP de 95 W[7]
- AMD FX-8300 (OEM) : 8 cœurs, fréquence de 3,3 GHz , 4 × 2 Mo de cache L2, 8 Mo de cache L3, TDP de 125 W[7]
- AMD FX-8320 : 8 cœurs, fréquence de 3,20 GHz , 4 x 2 Mode cache L2, 8 Mo de cache L3, TDP de 125 W
- AMD FX-8320E : 8 cœurs, fréquence de 3,20 GHz , 4 x 2 Mo de cache L2, 8 Mo de cache L3, TDP de 95 W
- AMD FX-8350 : 8 cœurs, fréquence de 4 GHz , 4 × 2 Mo de cache L2, 8 Mo de cache L3, TDP de 125 W
- AMD FX-8370E : 8 cœurs, fréquence de 3,32 GHz, 4 x 2Mo de cache L2, 8 Mo de cache L3, TDP de 95 W
- AMD FX-9370 : 8 cœurs, fréquence de 4,7 GHz, 4 x 2 Mo de cache L2, 8 Mo de cache L3, TDP de 220 W
- AMD FX-9590 : 8 cœurs, fréquence de 5 GHz, 4 x 2 Mo de cache L2, 8 Mo de cache L3, TDP de 220 W

### Delhi
Pour station de travail et serveur, socket AM3+, de 4 à 8 cœurs.

### Seoul
Pour station de travail et serveur, socket C32, de 4 à 8 cœurs.

### Abu Dhabi
Pour station de travail et serveur, socket G34, utilise deux dies Seoul, de 8 à 16 cœurs.

## Steamroller(2014)
Lancé début 2014, gravé en 28 nm.

### Kaveri
Pour ordinateur portable et ordinateur de bureau, intègre le northbridge et un processeur graphique (architecture Fusion), gravure 28 nm.

### Godavari
Succède à Kaveri pour les ordinateurs de bureau, intègre le northbridge et un processeur graphique (architecture Fusion), gravure 28 nm.

### Annulé?
Pour ordinateur de bureau, intègre le northbridge (architecture Fusion).

### Macau
Pour station de travail et serveur.

### Dublin
Pour station de travail et serveur, utilisera deux dies Macau.

## Excavator(2015)
Lancé en juin 2015, gravure en 28 nm.

### Carrizo
Pour ordinateur portable, intègre le northbridge et un processeur graphique (architecture Fusion), gravure 28 nm.
Attention au risque de confusion : AMD a également annoncé des processeurs « Carrizo-L », qui utilisent des cœurs Puma et non Excavator.